# Kafrahlat Jallad
Kafrahlat Jallad (tiếng Ả Rập: كفرحات جلاد) là một ngôi làng Syria nằm ở Salqin Nahiyah ở huyện Harem, Idlib. Theo Cục Thống kê Trung ương Syria (CBS), Kafrahlat Jallad có dân số 233 người trong cuộc điều tra dân số năm 2004.